# Marianela González
Marianela González  (Caracas, Venezuela, 1978. július 23. –) venezuelai színésznő, modell.

## Élete és pályafutása
1978. július 23-án született Caracasban. Szülei María del Carmen Álvarez és José Rafael González. Egy testvére van, María Alejandra. 
Karrierjét 2000-ben kezdte. 2002 és 2003 között Pandora Villanueva szerepét játszotta az Édes dundi Valentina című sorozatban. 2005-ben a Ser bonita no bastában szerepelt. 2010-ben főszerepet kapott a Que el cielo me explique című sorozatban Carlos Felipe Álvarez mellett. 2012-ben Renata Medina szerepét játszotta a La Traicionerában.

## Telenovellák
| Cím                                   | Év        | TV stúdió                | Szerep                      | Magyar hang  |
| ------------------------------------- | --------- | ------------------------ | --------------------------- | ------------ |
| La calle de los sueños                | 1999–2000 | Venevisión               | Mariana                     |              |
| Carissima                             | 2001      | RCTV                     | Marni Zurli                 |              |
| La niña de mis ojos                   | 2001      | RCTV                     | Mariana Aguirre             |              |
| Édes dundi Valentina (Mi Gorda Bella) | 2003      | RCTV                     | Pandora Villanueva Mercouri | Törtei Tünde |
| Estrambótica Anastasia                | 2004      | RCTV                     | María Gracia Borosfky       |              |
| Ser bonita no basta                   | 2005      | RCTV                     | Esmeralda Falcon            |              |
| Por todo lo alto                      | 2006      | RCTV                     | Anabela Marcano             |              |
| Camaleona                             | 2007      | RCTV                     | Mercedes Luzardo Ferrari    |              |
| Nadie me dirá como quererte           | 2008-2009 | RCTV Internacional       | María Eugenia Alonso        |              |
| Que el cielo me explique              | 2010      | RCTV Internacional       | Tania Sánchez               |              |
| Los caballeros las prefieren brutas   | 2011      | Sony Pictures Television | Nina Guerrero               |              |
| La Traicionera                        | 2011–2012 | RCN                      | Renata Medina Herrera       |              |
| A Toledo család                       | 2014      | Caracol Televisión       | Natalia Toledo              | Sallai Nóra  |
| Heart's Decree                        | 2016      |                          | Irene Robles                |              |
| Hilos de sangre azul                  | 2016      |                          | Cristina Urrutia            |              |
| El Comandante                         | 2017      |                          | Daniela Vásquez             |              |
| Garzón vive                           | 2018      |                          | rádiós műsorvezető          |              |
| Sin senos sí hay paraíso              | 2019      |                          | Emilia Vallejo              |              |
| Wild District                         | 2019      |                          | Manuela                     |              |
| Testosterona Pink                     | 2020      |                          | Lorena                      |              |